# Абала (муниципалитет)
Абала́ (исп. Abalá) — муниципалитет в Мексике, штат Юкатан, с административным центром в одноимённом городе. Численность населения, по данным переписи 2010 года, составила 6356 человек.

## Общие сведения
Название происходит от юкатекского Abalha: Aba, Abal — слива и Ha — выжатая вода, соответственно название можно перевести как место получения сливового сока.
Площадь муниципалитета равна 293 км², что составляет 0,73 % от общей площади штата, а наивысшая точка — 21 метр, расположена в поселении Темосон.
Он расположен в 37 км от столицы штата Мериды, и граничит с другими муниципалитетами Юкатана: на севере с Уманом и Меридой, на востоке с Текохом и Тимукуем, на юге с Сакалумом, на западе с Чочолой и Опиченом.

## Учреждение и состав
Муниципалитет был сформирован 1921 году, и после этого ещё несколько раз менял свои границы вплоть до 1936 года. В его состав входят 9 населённых пунктов, самые крупные из которых:
| Код INEGI | Населённый пункт                                                            | Численность населения (2005 год) | Численность населения (2010 год) |
| --------- | --------------------------------------------------------------------------- | -------------------------------- | -------------------------------- |
| 001       | Всего                                                                       | 5976                             | 6356                             |
| 0007      | Уаяльсех (исп. Uayalceh) 20°41′40″ с. ш. 89°35′38″ з. д.                    | 2122                             | 2323                             |
| 0001      | Абала (исп. Abalá) 20°38′48″ с. ш. 89°40′47″ з. д. (административный центр) | 1797                             | 1890                             |
| 0006      | Темосон-Сур (исп. Temozón) 20°41′23″ с. ш. 89°39′08″ з. д.                  | 716                              | 760                              |
| 0003      | Мукуйче (исп. Mucuyché) 20°37′20″ с. ш. 89°36′15″ з. д.                     | 454                              | 494                              |
| 0005      | Сиунчен (исп. Sihunchén) 20°41′31″ с. ш. 89°40′53″ з. д.                    | 336                              | 334                              |
| 0009      | Какао (исп. Cacao) 20°41′34″ с. ш. 89°44′47″ з. д.                          | 261                              | 276                              |
| 0008      | Пеба (исп. Peba) 20°43′21″ с. ш. 89°41′08″ з. д.                            | 275                              | 271                              |

## Экономика
По статистическим данным 2000 года, работоспособное население занято по секторам экономики в следующих пропорциях: сельское хозяйство, скотоводство и рыбная ловля — 32,1 %, промышленность и строительство — 34,4 %, сфера обслуживания и туризма — 30,8 %, прочее — 2,7 %.

## Инфраструктура
По статистическим данным 2010 года, инфраструктура развита следующим образом:
- электрификация: 96 %;
- водоснабжение: 99,1 %;
- водоотведение: 40,2 %.

## Достопримечательности
В этом муниципалитете находится городок Темосон-Сур. Также здесь находится туристическая усадьба Асьенда Темосон. В XVII веке она была испанским колониальным поселением. В настоящее время переоборудована в гостиницу и служит прибежищем для приезжающих туристов.
Гостиница является частной собственностью и управляется местной семьёй. В гостинице 28 комнат, плавательный бассейн. Рядом расположена церковь XVII века, обширные сады и архитектурные памятники народа майя.
В этом отеле проводились президентские встречи между президентами Мексики и США — в 1999 году здесь встречались Эрнесто Седильо и Билл Клинтон, а с 11 марта по 12 марта 2007 года здесь проходила встреча между Фелипе Кальдероном и Джорджем Бушем.

## Фотографии

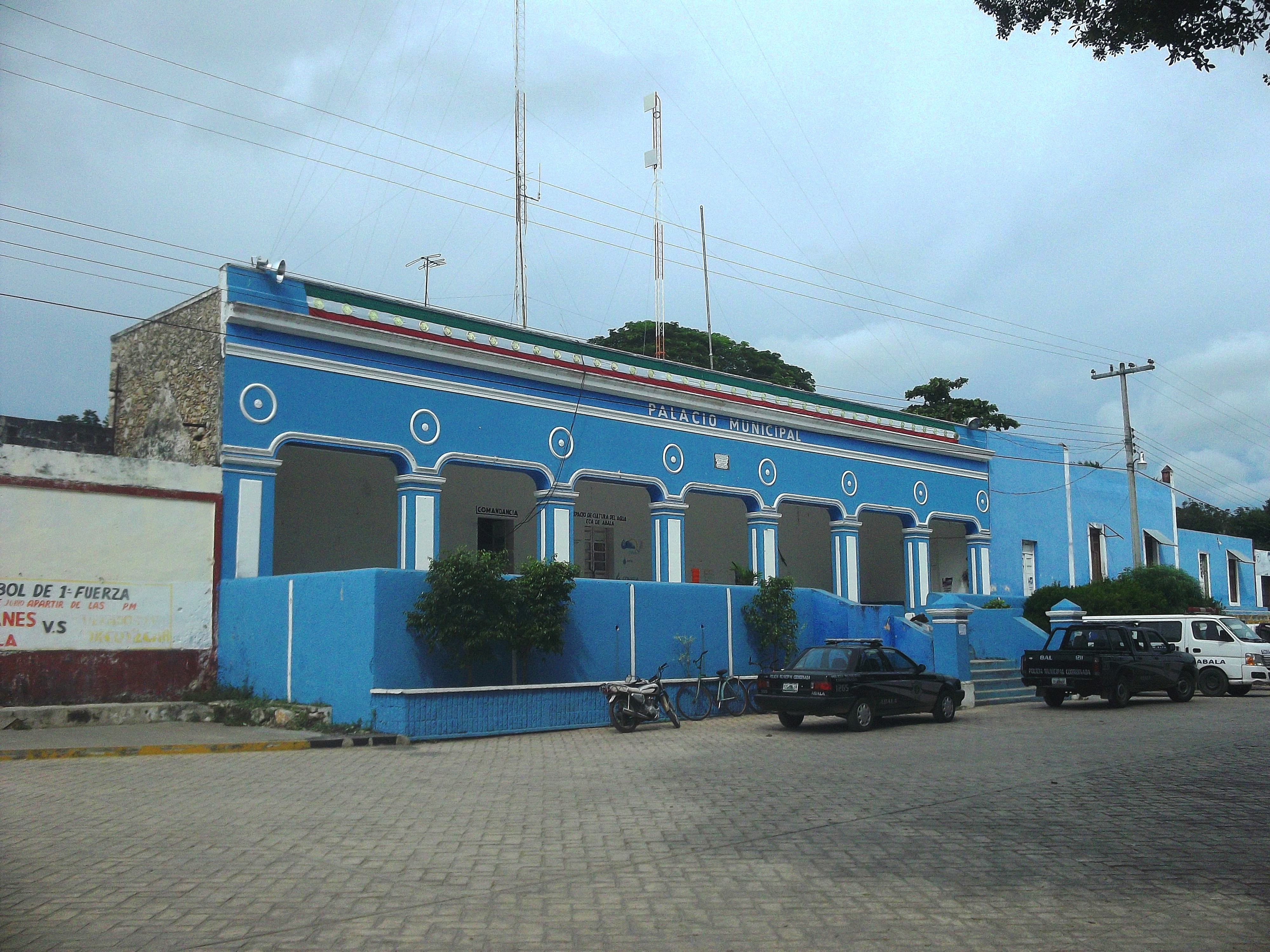
Здание администрации
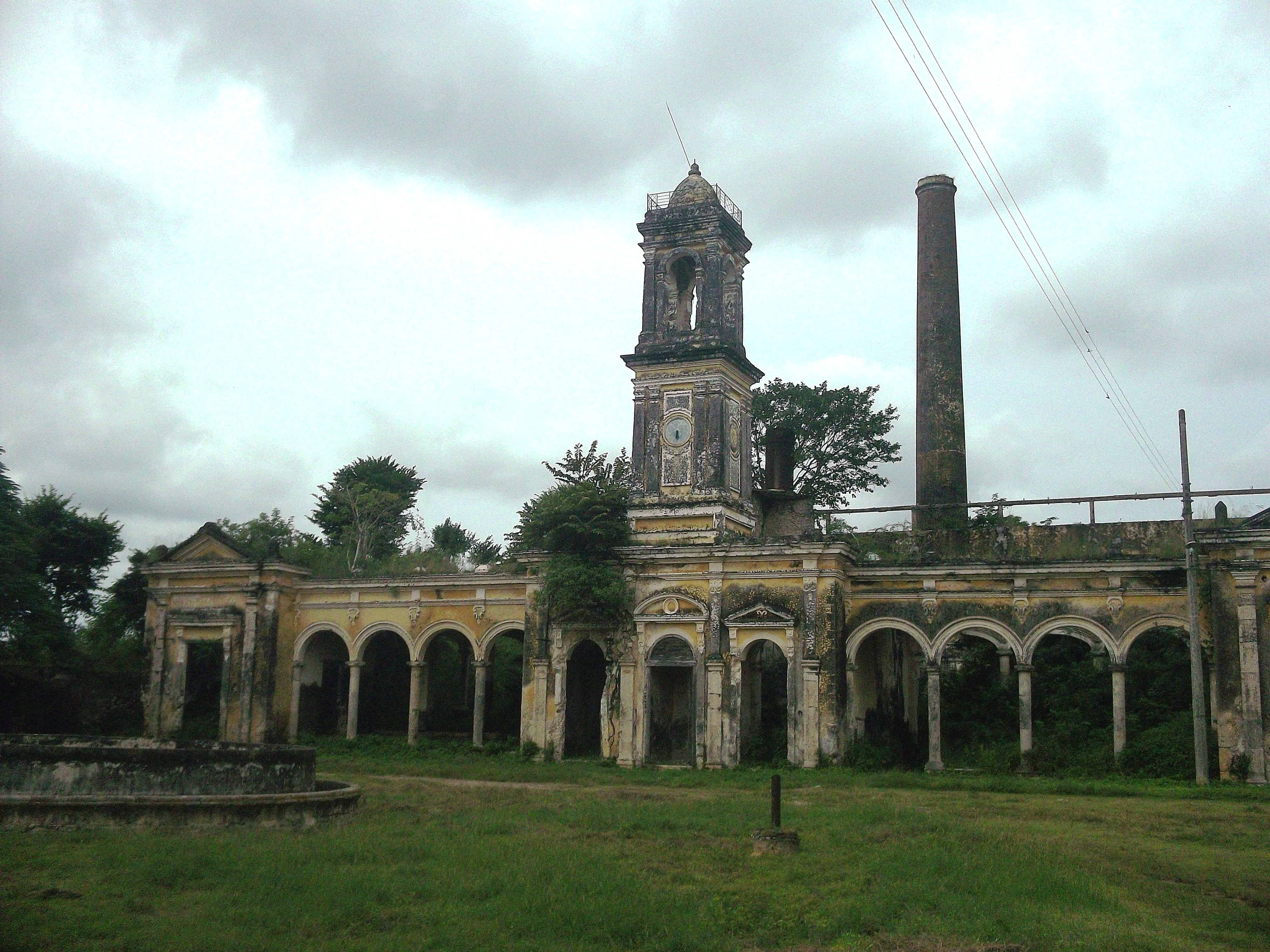
Бывшая асьенда Уаяльсех
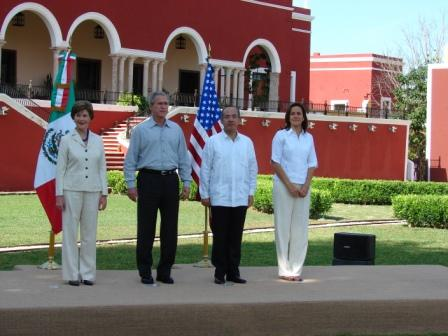
Встреча Джорджа Буша и Фелипе Кальдерона в Темосоне